# 小行星2666
小行星2666（2666 Gramme）是一颗绕太阳运转的小行星，为主小行星带小行星。该小行星于1951年10月8日发现。
該小行星以比利時電氣工程師澤諾布·格拉姆命名。

## 轨道参数
小行星2666的轨道半长轴为3.1855957 UA，离心率为0.217。